# خربه المخیط
خربه المخیط (به عربی: خربة المخیط) یک منطقهٔ مسکونی در اردن است که در استان مادبا واقع شده‌است. خربه المخیط ۸۲۰ متر بالاتر از سطح دریا واقع شده‌است.